# 具刺新岩瓷蟹
具刺新岩瓷蟹（学名：Neopetrolisthes spinatus）为瓷蟹科新岩瓷蟹屬下的一个种。